# Сатерн-авеню (станция метро)
Сатерн-авеню (англ. Southern Avenue) — открытая наземная станция Вашингтонгского метро на Зелёной линии. Она представлена одной островной платформой. Станция обслуживается Washington Metropolitan Area Transit Authority. Расположена в невключённой территории Темпл-Хиллс на Сатерн-авеню непосредственно южнее границы Юго-Восточного квадранта Вашингтона.
Пассажиропоток — 0.621 млн. (на 2001 год).
Станция была открыта 13 января 2001 года.
Название станции происходит от названия одноименной улицы, расположенной в непосредственной близости к станции.
Открытие станции было совмещено с открытием ж/д линии длиной 10,5 км и ещё 4 станций: Конгресс-Хайтс, Нэйлор-роуд, Сьютленд и Бранч-авеню.